# Konosuba – Hãy ban phúc lành cho thế giới tuyệt vời này!
Konosuba – Hãy ban phúc lành cho thế giới tuyệt vời này!, hay còn được biết tới với tên gốc Kono subarashii sekai ni shukufuku o! (この素晴らしい世界に祝福を! n.đ.: "Chúc phúc cho thế giới tuyệt vời này!") và gọi tắt là Konosuba (このすば) là loạt light novel do Akatsuki Natsume sáng tác và Mishima Kurone minh hoạ. Ban đầu, bộ truyện được đăng tải trên trang web Shōsetsuka ni Narō dưới hình thức một tiểu thuyết mạng từ ngày 20 tháng 12 năm 2012 đến ngày 21 tháng 10 năm 2013. Về sau, phía Kadokawa Shoten chịu trách nhiệm xuất bản tác phẩm dưới ấn hiệu Kadokawa Sneaker Bunko từ tháng 10 năm 2013 đến tháng 5 năm 2020.
Bản chuyển thể manga dưới nét minh họa của hai mangaka Masahito Watari và Joseph Yokobori, chính thức ra mắt trên tạp chí Monthly Dragon Age của Fujimi Shobo vào tháng 10 năm 2014. HobiRecords đã phát hành đĩa CD kịch phát thanh vào tháng 3 năm 2015, trong khi phiên bản anime truyền hình chuyển thể do Studio Deen sản xuất đã lên sóng tại Nhật Bản từ tháng 1 đến tháng 3 năm 2016. Mùa thứ hai của loạt anime phát sóng từ tháng 1 đến tháng 3 năm 2017. Loạt light novel phụ mang tên Kono subarashii sekai ni bakuen o!, bắt đầu xuất bản từ tháng 7 năm 2014. Yen Press chịu trách nhiệm cấp phép loạt light novel và manga thuộc nhượng quyền tại thị trường Bắc Mỹ. Tác phẩm anime điện ảnh chuyển thể Kono subarashii sekai ni shukufuku o! Kurenai Densetsu do JCStaff sản xuất đã khởi chiếu vào ngày 30 tháng 8 năm 2019.  Bộ anime truyền hình dài tập chuyển thể từ Kono subarashii sekai ni bakuen o! dưới vai trò sản xuất của Drive, lên sóng từ tháng 4 đến tháng 6 năm 2023. Mùa thứ ba của mạch truyện chính do Drive chế tác hoạt họa, và phát sóng từ tháng 4 đến tháng 6 năm 2024.

## Cốt truyện
Konosuba là câu truyện kể về nam sinh trung học Satō Kazuma, một Hikikomori, NEET và Otaku chính hiệu. Trong một lần đi mua đĩa game, anh bạn trẻ này đã phải nhận một cái chết vô cùng hài hước. Sau khi tỉnh dậy, cậu thấy linh hồn mình đã được chuyển đến một nơi kỳ lạ, trước mặt cậu là một cô gái tự xưng là Aqua, nữ thần có nhiệm vụ đưa những linh hồn của người Nhật Bản đến với cuộc sống mới.
"Nè, tôi có một chuyện thú vị muốn bàn với cậu đây. Cậu có muốn đến thế giới khác không? Cậu có thể chọn mang theo một thứ tùy thích khi đến đó."

"...Vậy, tôi chọn cô!"
Tại thế giới mới, Kazuma đã có một khởi đầu không được suôn sẻ như cậu nghĩ. Sau một khoảng thời gian khá khó khăn trong chuyến phiêu lưu, cậu cuối cùng cũng lập được một đội cho riêng mình, nhưng đó chính là lúc mà những tình huống dở khóc dở cười của cậu chỉ mới bắt đầu.

## Sản xuất
Vào tháng 7 năm 2017, diễn viên lồng tiếng Fukushima Jun và Takahashi Rie đã thông báo trên một chương trình radio tại Đài phát thanh HiBiKi về một dự án anime liên quan đến bộ light novel KonoSuba của tác giả Akatsuki Natsume, nhưng họ không xác nhận tính chất của dự án. Vào tháng 6 năm 2018, dự án được tiết lộ là một bộ phim chuyển thể từ light novel và được sản xuất bởi J.C.Staff thay vì Studio Deen, nơi hai phần của bộ anime KonoSuba. Kanasaki Takaomi được công bố là đạo diễn của phim, cùng với Uezu Makoto là người viết kịch bản và Kikuta Koichi là người thiết kế nhân vật. Trong cùng tháng, Fukushima, Amamiya Sora, Takahashi, Kayano Ai, Horie Yui và Toyosaki Aki đã được xác nhận sẽ đảm nhận các vai tương ứng của họ trong phim là Kazuma, Aqua, Megumin, Darkness, Wiz và Yunyun. Tiêu đề đầy đủ của bộ phim được tiết lộ vào tháng 11 năm 2018 là Kono subarashii sekai ni shukufuku o! Kurenai Densetsu. Tập thứ năm của cuốn light novel, có tựa đề Bakuretsu Kōma ni Let's & Go!, được coi là nguồn cảm hứng cho bộ phim.

## Ấn phẩm

### Web Novel
Bộ web novel gốc được viết bởi Tsume Akatsuki đã được xuất bản trên Syosetu trong khoảng thời gian từ tháng 12 năm 2012 đến tháng 10 năm 2013. Tác giả cũng viết một câu chuyện bên lề về Wiz và Vanir.  Akatsuki, người thích chơi các trò chơi điện tử giả tưởng như Wizardry và Final Fantasy, cũng lấy nhiều yếu tố giả tưởng của KonoSuba từ các trò chơi nhập vai trên máy tính bảng.

### Light Novel
Một phiên bản light novel với hình minh họa của Kurone Mishima đã được phát hành dưới sự xuất bản của Kadokawa Sneaker Bunko của Kadokawa Shoten từ ngày 1 tháng 10 năm 2013  đến ngày 1 tháng 5 năm 2020. Cuốn tiểu thuyết này có sự khác biệt đáng kể so với cốt truyện của web novel từ tập thứ sáu trở đi, đồng thời có những thay đổi về độ tuổi của các nhân vật. Cuốn sách cuối cùng trong sê-ri, Tập 17, chứa thông tin trong Lời bạt về sự phát triển có thể xảy ra trong tương lai mà phần ngoại truyện "After Story" được giới thiệu có thể chứa đựng.
Một bộ light novel spin-off tập trung vào Megumin, cũng do Akatsuki và Mishima viết kịch bản và minh họa, có tựa đề KonoSuba: Kono Subarashii Sekai ni Bakuen o! và diễn ra một năm trước phần chính, được phát hành từ ngày 1 tháng 7 năm 2014 đến ngày 1 tháng 6 năm 2015 với ba tập. Phần tiếp theo gồm hai tập, Zoku: Kono Subarashii Sekai ni Bakuen o! được phát hành vào ngày 28 tháng 12 năm 2016 và ngày 1 tháng 3 năm 2019.  Một phần phụ khác có sự góp mặt của Vanir được xuất bản vào ngày 1 tháng 4 năm 2016, có tên Consulting With This Masked Devil!. Phần sê-ri phụ thứ ba có tựa đề KonoSuba: Kono Subarashii Sekai ni Shukufuku o! Extra Ano Orokamono ni mo Kyakkou o! bắt đầu xuất bản vào ngày 1 tháng 8 năm 2017. Nó được viết bởi Hirukuma và minh họa bởi Uihime Hagure, và có Dust là nhân vật trung tâm.

## Các chuyển thể

### Manga
Một chuyển thể manga của KonoSuba do Masahito Watari minh họa đã bắt đầu xuất bản trên tạp chí Monthly Dragon Age của Fujimi Shobo số tháng 10 năm 2014 vào ngày 9 tháng 9 năm 2014. Tính đến ngày 9 tháng 7 năm 2025, hai mươi mốt tập tankōbon đã được phát hành.
Manga chuyển thể từ trò chơi điện thoại thông minh KonoSuba Fantastic Days của Kasumi Morino bắt đầu đăng nhiều kỳ trên tạp chí Monthly Comic Alive của Media Factory vào ngày 26 tháng 3 năm 2022.

### Anime
Mùa anime đầu tiên được sản xuất bởi studio Deen, phát sóng kể từ ngày 14 tháng 1 cho đến ngày 16 tháng 3 năm 2016, trên kênh Tokyo MX. Ca khúc opening có tựa "Fantastic Dreamer" do Machico thể hiện. Ca khúc ending có tựa "Chīsana Bōken-sha" (ちいさな冒険者, "Mạo hiểm giả bé nhỏ") thể hiện bởi Amamiya Sora, Takahashi Rie và Kayano Ai.
Mùa anime thứ hai phát sóng từ ngày 12 tháng 1 năm 2017 đến ngày 16 tháng 3 năm 2017. Ca khúc Opening có tựa "Tomorrow"  thể hiện bởi Machico. Ca khúc ending có tựa "Ouchi ni Kaeritai" (お家に帰りたい, "Tôi muốn về với nhà") thể hiện bởi Amamiya Sora, Takahashi Rie và Kayano Ai.
Vào ngày 18 tháng 7 năm 2021, trang Twitter chính thức của anime KonoSuba công bố một dự án anime mới hiện đang trong quá trình sản xuất.
Dự án sau đó được tiết lộ vừa là mùa thứ ba của phần chính vừa là phim truyền hình anime chuyển thể từ KonoSuba: Kono Subarashii Sekai ni Bakuen o!. Cả hai phần sẽ do Drive sản xuất và Yujiro Abe đạo diễn, với sự chỉ đạo chính của Takaomi Kanasaki. Các nhân sự chính còn lại đều trở lại từ những mùa giải trước. KonoSuba: Kono Subarashii Sekai ni Bakuen o! được phát sóng từ ngày 6 tháng 4 đến ngày 22 tháng 6 năm 2023, trên Tokyo MX và các kênh khác. Nhạc mở đầu là "Stay Free" của Machico, trong khi nhạc kết thúc là "Jump In" của Megumin (Takahashi) và Yunyun (Aki Toyosaki). Mùa thứ ba dự kiến ra mắt vào ngày 10 tháng 4 năm 2024, trên Tokyo MX và các kênh khác. Ca khúc mở đầu là "Growing Up" của Machico, còn ca khúc kết thúc là "Ano Hi no Mama no Bokura" của Aqua (Amamiya), Megumin (Takahashi) và Darkness (Kayano). Crunchyroll cũng cấp phép cho cả hai phần.

### Phim điện ảnh
Vào ngày 25 tháng 6 năm 2018, một bộ phim chuyển thể đã được thông báo là đang được sản xuất bởi J.C.Staff. Dàn diễn viên và nhân viên đã diễn lại vai diễn của họ trong bộ phim truyền hình. Bộ phim có tựa đề KonoSuba: Kono Subarashii Sekai ni Shukufuku o! Kurenai Densetsu, và công chiếu tại Nhật Bản vào ngày 30 tháng 8 năm 2019. Crunchyroll bắt đầu phát trực tuyến phiên bản phụ đề tiếng Anh và lồng tiếng Anh lần lượt vào ngày 25 tháng 3 năm 2020 và vào ngày 1 tháng 1 năm 2021.

### Trò chơi
Kono Subarashii Sekai ni Shukufuku wo! Fantastic Days! (この素晴らしい世界に祝福を！ファンタスティックデイズ- Kono Subarashii Sekai ni Shukufuku o! Fantasutikku Deizu!) là phiên bản game mobile của nhà phát hành Sumzap cho các thiết bị Android và iOS được ra mắt vào năm 2021.

### Đĩa CD âm thanh
Một CD kịch phát thanh, có dàn diễn viên lồng tiếng khác với anime, được HobiRecords phát hành vào ngày 1 tháng 3 năm 2015. CD kịch thứ hai, cùng với nhạc nền gốc của Kouda Masato và một album bài hát của nhân vật được phát hành vào tháng 3 năm 2017.

## Đón nhận

### Mức độ phổ biến
Light Novel của KonoSuba khá nổi tiếng. Tính đến ngày 2 tháng 3 năm 2016, bao gồm 11 tập đã có tổng cộng 1,5 triệu bản in, mỗi tập bán được 136.000 bản. Vào tháng 1 năm 2018, bộ light novel này đã được BookWalker xếp hạng đầu tiên trong số 50 manga kỹ thuật số và tiểu thuyết ánh sáng bán chạy nhất trên các cửa hàng trên toàn thế giới. Đến tháng 2 năm 2019, light novel đã có 6,5 triệu bản in. Trong bài đánh giá về cuốn tiểu thuyết đầu tiên, Andy Hanley ca ngợi tính hài hước của bộ truyện được phản ánh qua "thể loại mệt mỏi" cũng như việc dàn diễn viên nhận thấy họ hấp dẫn dựa trên những đặc điểm của họ. Tuy nhiên, Hanley chỉ trích độ dài ngắn của tập đầu tiên. Bộ truyện đã giành được Giải thưởng Grand Prix năm 2016 của BookWalker.
Năm 2016, anime được bình chọn là anime truyền hình hay thứ mười trong Giải thưởng Newtype 2015–16. KonoSuba cũng đã về nhì ở hạng mục Phim hài hay nhất trong Giải thưởng Anime của Crunchyroll 2016 cho bộ Sakamoto desu ga?. Vào năm 2019, anime đã giành chiến thắng "Sê-ri Isekai của thập kỷ" tại cuộc bình chọn Thập kỷ Anime của Funimation, nơi người hâm mộ bình chọn cho anime yêu thích của họ trên nhiều hạng mục.